# Železniční trať Havlíčkův Brod – Žďár nad Sázavou
Železniční trať Havlíčkův Brod – Žďár nad Sázavou byla jednokolejná místní dráha o délce 33 km spojující dvě města na Českomoravské vrchovině, Havlíčkův Brod se Žďárem nad Sázavou. Zprovozněna byla v roce 1898, o sedm let později na ni ve Žďáru navázala lokálka do Tišnova. Původní trať mezi Havlíčkovým Brodem a Žďárem byla v provozu do roku 1953, kdy byla uvedena do provozu nová hlavní trať z Brna do Havlíčkova Brodu, která ji nahradila. V úseku mezi Přibyslaví a Sázavou byla však nadále využívána jako vlečka, v letech 1997–2006 i s příležitostným provozem nostalgických vlaků. Poté byla snesena i tato část, místo níž vznikla cyklostezka.

## Historie

### Historie trati do roku 1939
První záměr na postavení železniční tratě mezi Německým (dnes Havlíčkovým) Brodem a Žďárem (nad Sázavou) spadá do roku 1868, kdy byly projednávány trasy plánované dráhy spojující Německý Brod s Brnem. Po několika letech začala v roce 1882 jednání o koncesi pro stavbu této tratě. Zájemci byli dva, Rakouská společnost státní dráhy (StEG) a Rakouská severozápadní dráha (ÖNWB), koncesi získal StEG, avšak pouze pro úsek mezi Brnem a Tišnovem, který byl zprovozněn v roce 1885. O další pokračování do Německého Brodu již neměla Rakouská společnost státní dráhy zájem, neboť tato trasa by mohla konkurovat její hlavní dráze z Brna přes Českou Třebovou do Prahy.
Spojení mezi Německým Brodem a Žďárem nakonec vzniklo na konci 19. století v podobě svépomocné místní dráhy. Koncese na stavbu této lokálky byla místní zájemcům vydána 8. listopadu 1897, později vznikla akciová společnost Místní dráha Německý Brod – Žďár se základním kapitálem 3 576 000 korun, která byla majitelem tratě. Financování výstavby dráhy bylo částečně garantováno státem (77,63 % základního kapitálu). Převzetím kmenových akcií přispěla i země Česká (akcie v hodnotě 360 000 korun) a země Moravská (akcie v hodnotě 90 000 korun; posledních pět kilometrů dráhy leželo na Moravě), zbylou částku 440 000 korun zajistili místní zájemci.
Ke zprovoznění dráhy došlo 22. prosince 1898, provozována byla Rakouskou severozápadní dráhou. Osobní dopravu tvořily v počátcích provozu tři páry smíšených vlaků denně. V roce 1902 došlo k navýšení akciového kapitálu společnosti o 1 740 000 korun a ke změně jejího názvu. Pod jménem Místní dráha Německý Brod – Tišnov získala koncesi na výstavbu navazující trať ze Žďáru do Tišnova, která byla uvedena do provozu v roce 1905. Tím bylo vytvořeno spojení mezi Německým Brodem a Brnem; v této relaci jezdily denně dva páry osobních vlaků, o nedělích a svátcích se k nim připojil třetí pár. Po zestátnění Rakouské severozápadní dráhy převzaly v roce 1909 provoz rakouské státní dráhy a po nich v roce 1918 Československé státní dráhy. Trať byla zestátněna v roce 1925 podle zákona č. 156/1925 Sb., následně proběhla likvidace akciové společnosti Místní dráha Německý Brod – Tišnov. Po roce 1925 se začalo uvažovat o zdvojkolejnění tratě. Podle jízdního řádu z roku 1927 byla dráha součástí tratě č. 221 Brno – Německý Brod a v pracovní dny úsekem Žďár na Moravě – Německý Brod projížděly tři páry osobních vlaků, v roce 1938 se jednalo každodenně o tři páry osobních vlaků mezi Brnem a Německým Brodem. Ve 30. letech 20. století došlo k rekonstrukci svršku dráhy, po které bylo umožněno zvýšení maximální rychlosti na 50 km/h.

### Historie trati po roce 1939

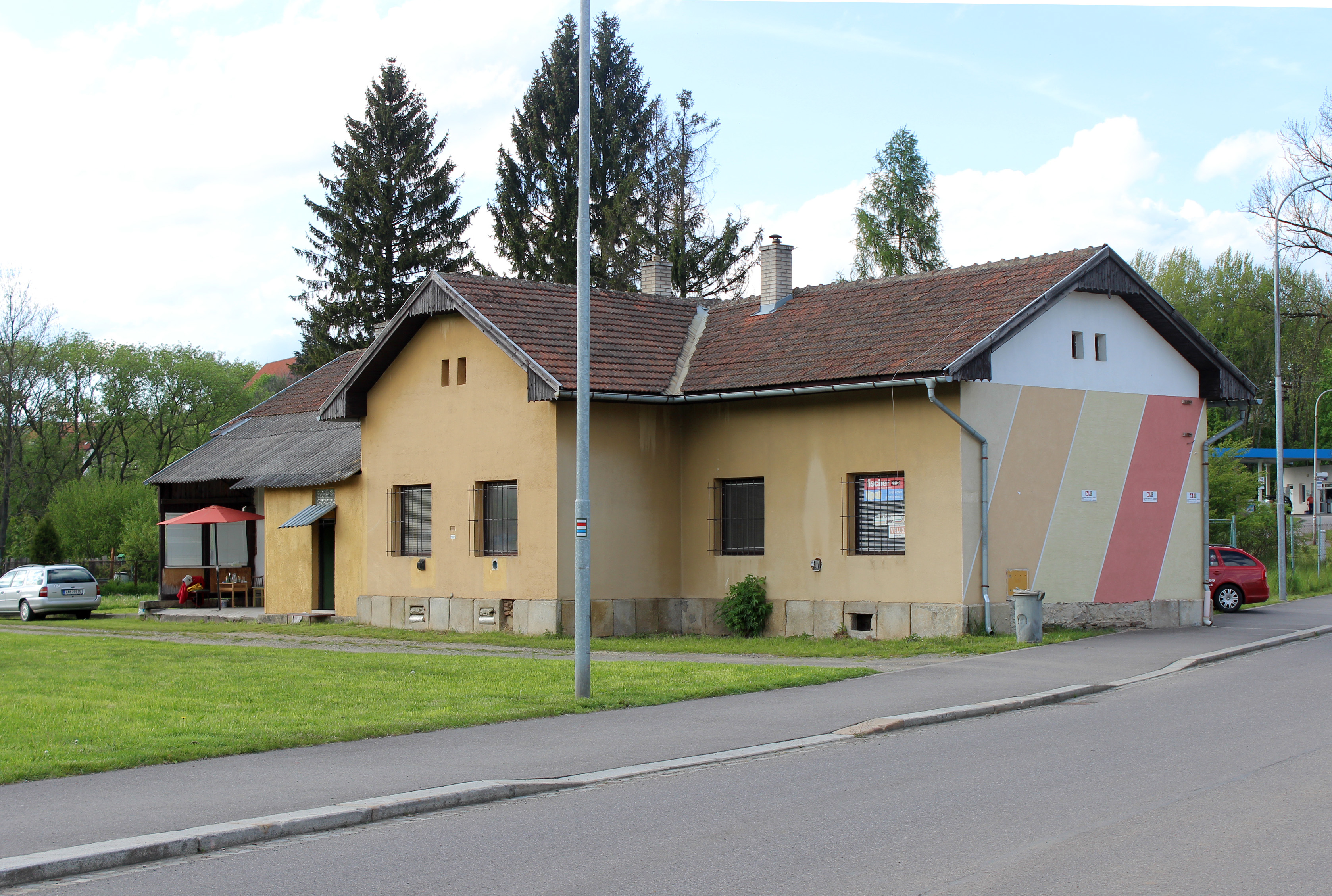
Zachovaná staniční budova v Přibyslavi

Na podzim 1938 byla záborem sudetských oblastí Německou říší na několika místech přerušena hlavní trať mezi Prahou a Brnem. Proto již v listopadu 1938 rozhodla česko-slovenská vláda, že bude postavena nová rychlíková trať z Brna do Havlíčkova Brodu, odkud již byla dráha směrem k Praze kvalitnějšího charakteru. Práce na její stavbě byly zahájeny v roce 1939 a pokračovaly i za protektorátu. K jejich přerušení došlo roku 1942, po skončení druhé světové války ale byly opětovně zahájeny. V úseku z Havlíčkova Brodu do Žďáru nad Sázavou byla nová dráha trasována přibližně ve směru původní lokálky, nikde však nevyužila jejího tělesa, klikatícího se podél řeky Sázavy, které naopak dvanáctkrát křížila. Kromě Havlíčkova Brodu byla rovněž na odlišných místech postavena nová nádraží.
Na staré trati jezdilo podle jízdního řádu 1950/1951 mezi Žďárem a Havlíčkovým Brodem (součást tratě 25m Brno – Havlíčkův Brod) denně šest osobních vlaků a jeden rychlík, opačným směrem sedm osobních vlaků a jeden rychlík. Poslední vlaky na dráhu vyjely 30. listopadu 1953, následovala týdenní výluka, kdy byla napojována nová trať, jež byla zprovozněna 6. prosince téhož roku. Stará trať mezi Havlíčkovým Brodem a Přibyslaví byla zrušena, desetikilometrový úsek Přibyslav (napojení na novou trať) – Sázava u Žďáru sloužil jako vlečka, kterou jako cvičnou dráhu využívalo železniční vojsko sídlící na starém sázavském nádraží. Krátký úsek ze Sázavy směrem na Žďár sloužil navíc jako vlečka do dřevozpracujícího závodu, zbytek trati byl snesen. V 80. letech došlo v Sázavě k vybudování strojírenského areálu pro opravu železniční techniky, po zrušení železničního vojska v roce 1992 se trať dostala do správy Stavební obnovy železnic.
V roce 1999 byl zrušen koncový vlečkový úsek ze Sázavy přes nadjezd silnice I/19 do průmyslového závodu, na části jeho trasy ale byla v roce 2003 vybudována zkušební širokorozchodná trať.
Od 90. let 20. století působí na starém nádraží v Sázavě firma SaZ Invest, jež vlastnila i zachovanou část dráhy. Na ní byly v letech 1997–2006, kdy byla v jízdním řádu označena číslem 903 (Přibyslav, vlečka SaZ – Sázava u Žďáru, závod SaZ), pořádány Klubem přátel kolejových vozidel příležitostné jízdy historických vlaků pro veřejnost. V roce 2001 zprovoznil klub na trati původní zastávku Nížkov-Nové Dvory. Společnost SaZ Invest se rozhodla starou trať (nadále vedenou jako vlečku) demontovat, snaha starostů okolních obcí o její odkoupení nebyla úspěšná. Poslední vlak s cestujícími po dráze projel 22. dubna 2006, v roce 2007 byla trať snesena a na jejím tělese vznikla ve většině délky její trasy cyklostezka otevřená v roce 2011.